# Лангемак, Георгий Эрихович
Гео́ргий Э́рихович Лангема́к (8 (20) июля 1898, Старобельск, Старобельский уезд, Харьковская губерния, Российская империя — 11 января 1938, Москва, РСФСР, СССР) — российский и советский учёный, один из пионеров ракетной техники и один из создателей первых реактивных снарядов в СССР, военинженер 1-го ранга. Герой Социалистического Труда (1991, посмертно).
Основоположник исследований по конструированию реактивных снарядов на бездымном порохе, открыл так называемый закон подобия, знание которого позволило определять оптимальную геометрию сопла реактивного двигателя без длительных дорогостоящих экспериментов — аналитическим расчётом. Ввёл в русский язык термин «космонавтика».
По ложному обвинению во «вредительстве» и участии в «антисоветской террористической организации» был арестован НКВД и расстрелян. После смерти Сталина посмертно реабилитирован.

## Биография

### Детство и юность, годы учёбы
Родился 8 (20) июля 1898 года в городе Старобельске Старобельского уезда Харьковской губернии в немецкой семье и был крещён в православие 15 августа 1898 года законоучителем Старобельской Александровской гимназии священником отцом Гавриилом Поповым в Соборно-Покровской церкви, хотя родители были лютеранами, преподавали иностранные языки в гимназии. Дочери Лангемаков — Мария и Елена — были лютеранками, а сыновья — Георгий и Виктор — православными. Отец, Эрих (Эрих Иоганн Фридрих) Францевич Лангемак (1963—1908) окончил Берлинский университет, вместе с женой, швейцаркой по рождению, Марфой-Марией Константиновной (урожд. Буйе; 1860—1942, Кировоград) принял российское подданство и поступил на службу в Министерство народного просвещения. Эрих Лангемак заслужил звание статского советника и был награждён орденом Святого Станислава II степени; умер в 1905 году. Георгий Лангемак с детства в совершенстве владел французским и немецким языками.
Начальное образование получил в частном начальном училище госпожи Нейгебаумб. В августе 1908 года Георгий Лангемак поступил в восьмиклассную Елисаветградскую гимназию, которую окончил с серебряной медалью при отличном поведении 29 апреля 1916 года. Решив посвятить свою жизнь изучению японской филологии, Георгий Лангемак в том же году поступил на филологический факультет Петроградского университета.
Во время учёбы в университете проживал по адресу: Петроград, Лермонтовский проспект, д. 3, кв. 14.

### Первая мировая война
В октябре 1916 года Георгий Лангемак был призван в армию. 29 октября 1916 года написал прошение на имя начальника Школы прапорщиков по Адмиралтейству с просьбой о приёме. 9 ноября 1916 года приказом по Адмиралтейству за № 306 зачислен в 4-й взвод, а 12 декабря 1916 года приведён к присяге на верность службы Государю Императору.
30 декабря 1916 года назначается исполняющим должность отделённого командира. 14 января 1917 года утверждён в должности отделённого командира и произведён в строевые унтер-офицеры. В 1917 году  окончил Школу прапорщиков по первому разряду, 16-м из 153-х обучающихся, с общей суммой баллов — 138,68 (при среднем балле за каждый экзамен — 10,67). Приказом по флоту и Морскому ведомству за № 486 от 27 февраля 1917 года его производят в прапорщики по Адмиралтейству с жалованием 600 руб. в год; и 21 апреля 1917 года приказом командующего Балтийским флотом за № 143 от 21 апреля 1917 года распределяют на Приморский фронт Морской крепости Императора Петра Великого. Летом 1917 года приказом по армии и флоту Георгий Лангемак был произведён в мичманы.

### Революция и Кронштадтское восстание
Георгий Лангемак участия в революционных событиях не принимал, во время Октябрьской революции находился в Ревеле, обучаясь на артиллерийских офицерских классах. В апреле 1917 года назначен младшим офицером 28-й батареи артиллерии Приморского фронта морской крепости императора Петра Великого на острове Руссарё (ныне — территория Финляндии). Был взят в плен немцами, но вскоре отпущен после заключения Брестского мира. В марте 1918 года демобилизовался и вернулся в Елисаветград.
16 августа 1918 года Георгий Лангемак написал прошение на имя ректора Новороссийского университета о приёме в число студентов 1-го курса историко-филологического факультета по классическому отделению и 24 августа 1918 года был зачислен. Записался на лекции на осеннее полугодие 1918 года, однако к занятиям не приступил. По некоторым данным, служил в армии гетмана Павла Скоропадского.
В июне 1919 года его мобилизовали в Красную армию и как офицера флота (то есть военспеца) назначили командиром батареи 4-го дивизиона артиллерии Кронштадтской крепости, а затем комендантом форта Тотлебен 4-го дивизиона артиллерии.
Кандидат в члены Российской коммунистической партии (большевиков) с февраля 1920 года, член Кронштадтской организации с июня 1920 года. В течение полутора лет (1919—1921) был преподавателем грамоты по линии ликбеза на фортах Риф и Тотлебен.
Во время Кронштадтского восстания Георгий Лангемак был арестован восставшими и приговорён к расстрелу. Он содержался под стражей 2 марта — 18 апреля 1921 года и был освобождён только после подавления восстания.
С 15 июня 1921 года назначен командиром 2-го дивизиона артиллерии, начальником строевой части, с 13 января 1922 года — помощник начальника артиллерии крепости Кронштадта.

### Аттестации партработника
Из аттестации партработника ВКП(б):

«…
1. Обладает ли организационными способностями …. обладает.
2. Обладает ли агитационно-пропагандистскими способностями (как агитатор, лектор и литератор) …. обладает по всем вопросам.
3. Теоретическая подготовка …. хорошая.
4. Были ли случаи отказа от партработы и не подвергался-ли партийным взысканиям? …. нет.
5. Каков как Начальник-Администратор? …. Хороший.
6. Каковы его отношения к комсоставу и обратно. Пользуется ли авторитетом среди комсостава? …. Удовлетворительное, пользуется авторитетом.
7. Пользуется ли авторитетом среди красноармейцев? … среди красноармейцев вращается мало.
8. Как проявлял себя в боях? …. неизвестно.
9. Обладает ли инициативой, энергичен ли и твёрд ли характером? …. Инициатива есть, энергичен, характером твёрд, так как во время кронмятежа в тюрьме и вёл себя как подобает коммунару.
10. Бывают ли случаи вспыльчивасти, резкости или грубого отношения с подчинёнными? …. Случаи вспыльчивости бывают вследствие молодых лет, остального нет.
11. Какие имеет ещё положительные или отрицательные черты? …. Дисциплинированный.
12. Нуждается ли в пополнении образования и в какой области? …. Нет.
13. Соответствует ли занимаемой должности и по каким соображениям? …. Соответствует по выше перечисленным причинам.
14. В какой области работы и на какой должности может быть более рационально использован …. на административно-хозяйственной, специальную: как специалиста-артиллериста.
15. Особые замечания …. Нет. Заключение комиссии: оставить на занимаемой должности…»

### Семья
В 1922 году Георгий Лангемак был исключён из РКП(б) и снят с партийного учёта из-за венчания в церкви с гражданкой Еленой Владимировной Камневой (1901—1972), дочери генерал-майора В.Н.Камнева. В семье родились две дочери: Анна (1923—1983) и Майя (1925—2006). Дочь Лангемака, Майя Белянина, жила в Казахстане, занималась реабилитацией имени своего отца. В Павлодарскую область она приехала за своей матерью, сосланной как «член семьи изменника Родины». Елена Владимировна Лангемак была реабилитирована в ноябре1955 года.
Во время службы в Кронштадтской крепости проживал по адресу: г. Кронштадт, Гражданская ул., д. 23., кв. 2.
Его старший брат, Виктор Эрихович Лангемак (1896—1938), работавший учителем в Кирово, также был арестован, обвинен в шпионаже и расстрелян.Реабилитирован в 1959 году. Его дело вел следователь Матвей Борисович Козинец.
Сестры: Мария Эриховна Лангемак (1889—1960-е), работала учительницей, после 1917 года осталась жить вместе с матерью. Умерла в Кировограде. Похоронена там же. Елена Эриховна Лангемак (1894—после 1914), будучи сестрой милосердия, погибла во время Первой мировой войны.

### Военно-техническая академия РККА и Газодинамическая лаборатория (ГДЛ)
В 1923 году Георгий Лангемак поступил в Военно-техническую академию РККА (г. Ленинград) и в 1928-м окончил её. Во время учёбы вместе с другими слушателями академии под руководством преподавателя академии Сергея Серикова выполнял заказы Лаборатории Николая Тихомирова (с 1928 года — Газодинамическая лаборатория).
По окончании академии Георгий Лангемак был распределён на должность помощника начальника артиллерии береговой обороны Черноморского флота, но по просьбе Николая Тихомирова к командующему Ленинградским военным округом Августу Корку он был оставлен для работы в Газодинамической лаборатории и приступил к работе 15 апреля 1928 года.
В Газодинамической лаборатории Георгий Лангемак занимался разработкой реактивных снарядов РС-82 мм и РС-132 мм. После смерти в 1930 году Н. И. Тихомирова начальником Газодинамической лаборатории был назначен Борис Петропавловский, а Георгий Лангемак — начальником 1-го сектора пороховых ракет, для продолжения работ, начатых Николаем Тихомировым.
Во время работы в Газодинамической лаборатории Георгий Лангемак проживал по адресу: г. Ленинград, Кирочная ул., д. 5, кв. 12, домашний телефон 2-51-92.

### Реактивный научно-исследовательский институт (НИИ-3)
В 1933 году в СССР в области ракетной техники работало несколько научных коллективов. Интересы дела требовали создания единой научно-исследовательской базы. Предложения специалистов были услышаны и поддержаны начальником вооружений Красной армии Михаилом Тухачевским. В результате 21 сентября 1933 года в Москве на базе Газодинамической лаборатории и МосГИРД в системе Наркомвоенмора был создан первый в мире Реактивный научно-исследовательский институт (РНИИ), с 1937 года — НИИ-3. Директором института был назначен начальник Газодинамической лаборатории Иван Клеймёнов, его заместителем — начальник ГИРД Сергей Королёв, которого 11 января 1934 года сменил на этом посту Георгий Лангемак.
21 сентября 1933 года после создания Реактивного научно-исследовательского института на основе Газодинамической лаборатории и МосГИРД, Георгий Лангемак назначается начальником Ленинградского отделения РНИИ. После переезда в Москву в январе 1934 года Георгий Лангемак назначается на должность заместителя директора по научной части (главного инженера) Реактивного НИИ НКТП (с 1937 года — НИИ № 3 НКОП). Он занимал эту должность до ноября 1937 года. В сентябре 1935 году Лангемаку было присвоено персональное воинское звание «военинженер 1-го ранга».
За время работы в институте Георгий Лангемак практически завершил доводку реактивных снарядов РС-82 мм и РС-132 мм, впоследствии ставших основой реактивного миномёта «Катюша». В 1933 году в Газодинамической лаборатории были проведены официальные полигонные испытания с земли, морских судов и самолётов девяти видов ракетных снарядов различных калибров на бездымном порохе конструкции Бориса Петропавловского, Георгия Лангемака и Владимира Артемьева.
В этот период Георгий Лангемак вёл переписку с Константином Циолковским, размышляя и о невоенном применении ракет, о возможности их использования в космонавтике. Сам термин «космонавтика» ввёл в русский язык именно Георгий Лангемак.
В 1937 году Лангемака и директора НИИ № 3 НКОП И. Т. Клеймёнова представляли к правительственным наградам за разработку новых типов вооружения. В 1937 году приказом по институту он был премирован за успешные испытания реактивных снарядов.
Во время работы в институте проживал по адресу: г. Москва, ул. Донская, д. 42, кв. 19.

### Арест и расстрел
В 1937 году как «детище» Тухачевского Реактивный научно-исследовательский институт подвергся «чистке». Руководство института было арестовано. 2 ноября 1937 года Георгий Лангемак был арестован (ордер № А 810) органами НКВД г. Москвы, как немецкий шпион, на основании данных, имевшихся ранее в НКВД (следственное дело архива ФСБ № Р3284 (14654)). Обвинительное заключение, датированное 31 декабря 1937 года, основано на единственном протоколе допроса, второй экземпляр которого датирован 15 декабря 1937 года (первый экземпляр даты не имеет), составленный на основе материалов, предоставленных из института, при активном участии Андрея Костикова, занявшего место Лангемака после его ареста.
Следователем Георгия Лангемака был 28-летний младший лейтенант НКВД Шестаков Михаил Николаевич (в дальнейшем также вёл «дело» Сергея Королёва), коллега лейтенанта НКВД Соломона Эммануиловича Луховицкого (вёл «дело»  Ивана Клеймёнова). С Лангемаком ему пришлось сильно «повозиться», поскольку тот упорно отказывался признавать себя виновным хоть в чём-то. Только на двенадцатый день, 14 ноября 1937 года, Лангемак подписал заявление Николаю Ежову о том, что 

«решил отказаться от своего никчёмного запирательства и дать следствию показания о своей контрреволюционной деятельности»
 и назвал участниками «антисоветской организации» директора Реактивного НИИ И. Т. Клеймёнова (был арестован одновременно с Лангемаком и тоже расстрелян) и инженеров Сергея Королёва, Валентина Глушко и Юрия Победоносцева.
Лангемак был подписан к репрессии по «первой категории» (расстрел) в списке «Москва-центр» от 3 января 1938 года в составе 163 чел., под № 73, по представлению начальника 8-го отдела ГУГБ НКВД Владимира Цесарского. Подписи: «за» — Жданов, Молотов, Каганович, Ворошилов.

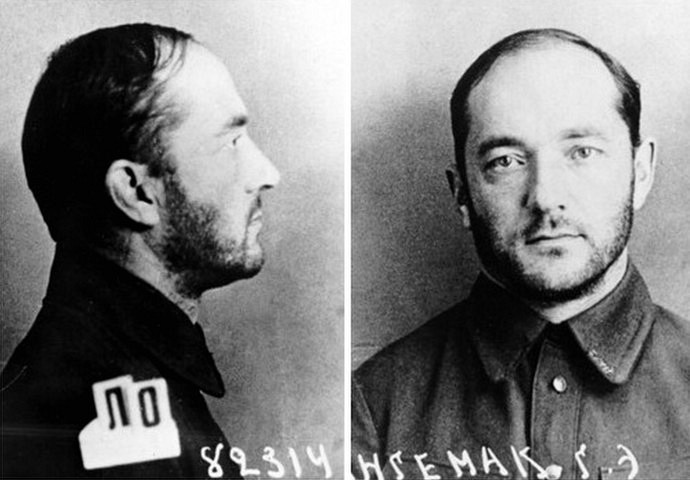
Фото Лангемака Г. Э из его дела после ареста 2 ноября 1937 года

«Первая категория» означала, что члены Политбюро ЦК ВКП(б) не возражают против расстрела этих людей. Далее дела репрессируемых рассматривала Военная Коллегия Верховного Суда СССР, заседание длилось обычно 10 минут, после чего члены Военной Коллегии удалялись и выносили приговор (обычно расстрел), не подлежащий обжалованию и приводимый в исполнение в тот же день. Военная Коллегия Верховного Суда выносила расстрельный приговор примерно 80—90 % обвиняемым из списков по «первой категории».
11 января 1938 года на закрытом судебном заседании выездной сессии Военной Коллегии Верховного Суда СССР под председательством армвоенюриста Василия Ульриха и двух членов: диввоенюриста Ивана Голякова и военюриста 1-го ранга А. Г. Суслина было рассмотрено дело Георгия Эриховича Лангемака.
За «вредительство в области недопущения новых образцов на вооружение» и участие в «антисоветской террористической организации», преступлениях предусмотренных ст. ст. 58-7, 58-8 и 58-11 УК РСФСР Георгий Эрихович Лангемак был приговорён к расстрелу с конфискацией всего лично ему принадлежащего имущества. В тот же день приговор был приведён в исполнение. Георгий Лангемак был расстрелян 28-м по списку (предписание В. В. Ульриха коменданту ГУГБ НКВД Василия Блохина за № 00514/1 от 11 января 1938 года и акт коменданта от 11 января 1938 года). Место захоронения — спецобъект НКВД «Коммунарка».

### Реабилитация
Согласно Определению Верховного Суда Союза ССР (№ 4н-011852/55 от 21 ноября 1955 года) на своём заседании от 19 ноября 1955 года Военная Коллегия Верховного Суда СССР под председательством полковника юстиции Лебедкова и членов: подполковников юстиции Романова и Шалагинова определила: «…приговор… от 11 января 1938 года в отношении Лангемака Георгия Эриховича по вновь открывшимся обстоятельствам отменить, а дело по его обвинению на основании п. 5 ст. 4 УПК РСФСР в уголовном порядке прекратить за отсутствием в его действиях состава преступления…». Георгий Лангемак был полностью реабилитирован.

Захоронение в колумбарии Донского кладбища

Официальное признание Георгий Эрихович Лангемак получил только в 1991 году. Указом Президента СССР Михаила Горбачёва от 21 июня 1991 года Ивану Клеймёнову, Георгию Лангемаку, Василию Лужину, Борису Петропавловскому, Борису Слонимеру и Николаю Тихомирову посмертно было присвоено звание Героя Социалистического Труда.

## Память
В 1970 года Международный астрономический союз присвоил имя Георгия Лангемака кратеру на обратной стороне Луны.
В ноябре 2016 года в рамках мероприятий по декоммунизации имя Георгия Лангемака присвоено улице в Старобельске, уроженцем которого он был (ранее — улица Розы Люксембург).

## Труды
- «Оперённые снаряды, тяговые ракеты», «Проектирование реактивных снарядов и тяговых ракет», вып. 1 — Л., 1934
- Г. Э. Лангемак, В. П. Глушко. Ракеты, их устройство и применение. — М., Л.: ОНТИ, Гл. ред. авиационной лит., 1935. — 118 с.
- Патенты и заявки на изобретения (более 40), в том числе (в период с 13 апреля 1930 по 28 мая 1933) поданные совместно с В. А. Артемьевым (1), Б. С. Петропавловским (8), В. И. Дудаковым (1) и Я. С. Рудиным (1).
- Langemak, G. E. and Glushko, V. P. «The Missile, Its Device and Use», 1935.